# Califes bien guidés
632–661
Entités précédentes :
- Arabie préislamique
- Empire sassanide
- Royaume Ghassanide
- Égypte byzantine
- Palaestina Prima

Entités suivantes :
- Califat omeyyade de Damas

Les Califes bien guidés (en arabe : الراشدون / ar-rāšidūn, pluriel de الراشد / ar-rāšid) sont les quatre premiers califes, qui régnèrent de 632 à 661. Cette période est aussi parfois nommée le califat Rashidun.
Cette appellation vient du fait qu'ils sont considérés dans l'islam sunnite comme des chefs modèles qui ont suivi scrupuleusement la voie de Mahomet. Ils étaient des compagnons proches du prophète. Le concept, le récit et la dénomination de « califes bien guidés » ont été créés postérieurement, par la dynastie abbasside.

## Récit traditionnel
Dans l'ordre, les quatre premiers califes ont été :
- Abou Bakr As-Siddiq (632-634) ;
- Omar ibn al-Khattab (634-644) ;
- Othman ibn Affan (644-656) ;
- Ali ibn Abi Talib (656-661).

### Abou Bakr as-Siddiq
Peu après la mort de Mahomet, lors d'un rassemblement d'Ansars et de Muhadjir, Abou Bakr est nommé successeur pour guider la oumma, ce qui fait de lui le premier calife de l'histoire. Certaines tribus arabes se révoltent à la suite de cette décision et refusent de payer la Zakât tout en continuant de faire la prière. Abou Bakr insiste sur le fait qu'elles doivent s'acquitter de ces deux obligations sans quoi, elles ne remplissent pas leurs devoirs religieux. C’est le début des guerres d'apostasie (arabe : حروب الردة [houroub al-ridda]).
Il doit aussi faire face à Musaylima, un homme se prétendant prophète contre lequel il envoie une armée commandée par Khalid ibn al-Walid. Dans cette bataille, 1 200 musulmans dont 39 grands compagnons et 70 maîtres-récitateurs meurent. Lorsque les musulmans finissent par reprendre l'avantage et que Musaylima se fait tuer, Khalid reçoit une lettre de reproche d'Abou Bakr car, après la victoire, il a négocié le butin avec le restant de l'armée de Musaylima.
Après que ces problèmes furent dissipés et que la paix fut revenue, Abou Bakr se concentra sur les empires perses et byzantins[réf. nécessaire]. Certains récits montrent que durant cette période, Abou Bakr contribue également à préserver sous forme écrite le Coran et qu'il est le premier à ordonner de compiler le recueil des révélations sacrées[réf. nécessaire] dont il confie la tâche à Zayd ibn Thâbit. En effet, la « collecte » du Coran en un véritable mushaf (composition écrite entre deux couvertures) « aurait été réalisée […] au temps des califes, d'Abû Bakr à 'Uthmân, entre 632 et 656, donc après la mort de Muhammad ».
Après avoir consulté les compagnons qui étaient proches de Mahomet, Abou Bakr prend soin de nommer `Omar ibn al-Khattâb comme successeur, peu de temps avant de mourir en 634 à Médine.

### `Omar ibn al-Khattab
`Omar règne dix ans et est nommé calife par le processus d'élection utilisé précédemment[réf. nécessaire] pour nommer Abou Bakr à la tête de l'Oumma. Durant son califat, Omar met un terme aux hostilités avec les Perses sassanides, et conquiert la Mésopotamie (l'actuelle Irak), l'Égypte, la Palestine, la Syrie, l'Afrique du Nord, l'Arménie et les deux tiers de l'Empire romain d'Orient tout en laissant aux peuples et aux territoires la liberté de pratiquer leur culte, sans forcer leur conversion à l'islam. Ce succès va faire d'Omar un des grands génies[réf. nécessaire] politiques de l'histoire. Il utilise en effet l'exacte tolérance religieuse qui aidait les armées romaines à se faire accepter des peuples conquis.
Le ton général social et moral de la société musulmane à l'époque est illustré par un Égyptien[Qui ?] envoyé comme espion parmi les musulmans lors de leur invasion de l'Égypte. Il déclare[réf. nécessaire] :

« J'ai vu un peuple dont chacun aime la mort plus que la vie. Ils cultivent l'humilité plutôt que la fierté. Rien n'est développé à des fins matérielles. Leur mode de vie est simple… Leur commandant est leur égal. Ils ne font aucune distinction entre supérieurs et inférieurs, entre maître et esclave. Lorsque le moment de la prière approche, aucun ne reste en arrière… »

`Omar est également connu dans la communauté sunnite pour sa simplicité et son mode de vie austère. Plutôt que d'afficher ses richesses comme le font les dirigeants de l'époque, il continue à vivre comme pendant la période où les musulmans étaient pauvres et persécutés. En 639, quatre ans après avoir été nommé calife, il décrète que les années de l'ère islamique devraient désormais commencer à la première année de l'Hégire, en 622. `Omar meurt en 644, après avoir été poignardé par Pirouz Nahavandi, ancien esclave perse capturé durant la bataille d'Al-Qadisiyya, dans la grande mosquée de Médine pendant qu'il préside la prière.
Durant son règne, `Omar fonde la Bayt al-Mal (en) (institution financière que l'on peut assimiler au trésor public responsable de l'administration des impôts dans les États islamiques, tels que la Zakât prélevée sur les musulmans ou bien la Jizya et le Haraj pour les non-musulmans vivant en terre d'islam aussi appelés dhimmis). `Omar l'élargit ensuite et renforce le gouvernement mis en place pour admininistrer les finances de l'État.
Dans la plupart des cas, à la suite de la conquête d'une terre, les califes se chargent de construire et de faire entretenir des routes et des ponts en échange de la loyauté politique de la nation vaincue.
Sur son lit de mort, il est invité à choisir un successeur mais refuse de le faire. Il réunit cependant un comité de six personnes devant choisir parmi eux le troisième calife dans les trois jours suivants, composé en partie de membres que Mahomet avait désignés comme les dix promis au paradis (Al-Ashara Mubashara). Othmân ibn Affân est l’élu de ce comité.

### `Othmân ibn Affân
`Othmân règne pendant douze ans en tant que calife. Durant son règne, toute la Perse, la plupart de l'Afrique du Nord, le Caucase, Chypre sont conquis et incorporés dans l'empire islamique. Son règne est caractérisé par un contrôle plus centralisé des revenus des provinces, aidé par des gouverneurs issus pour la plupart de sa propre famille, le clan des Omeyyades et il nomme plusieurs de ses parents comme gouverneurs des nouveaux domaines. Certains d'entre eux sont accusés de corruption et de mauvaise gestion.
Othmân est célèbre dans l'histoire de l'islam pour son implication à compiler le texte du Coran tel qu'il existe aujourd'hui et dont celui-ci le suit toujours mot pour mot et lettre pour lettre. À l'époque, certains peuples des régions de Syrie et d'Irak se disputent sur les différentes prononciations de certains mots du Coran, tandis que les nouveaux musulmans des provinces en dehors d'Arabie ne savent pas bien prononcer l'arabe. Percevant les risques de division, `Othmân décide alors d'officialiser un type unique de prononciation de l'arabe du texte coranique et d'établir une classification unique des sourates les unes par rapport aux autres en commençant par demander à Hafsa bint Omar, veuve depuis la mort de Mahomet, de lui faire parvenir son exemplaire du manuscrit du Coran. Il confie ensuite à Zayd ibn Thabit ainsi qu'à d'autres d'en préparer plusieurs copies et de les envoyer dans chaque ville et d'autres lieux importants du territoire musulman et fait détruire les versions non conformes. Quelques-uns de ces exemplaires existent encore de nos jours, notamment au British Museum de Londres, au Caire (Égypte) ou encore à Sanaa (Yémen).
Il meurt à Médine le 17 juin 656 dans sa propre maison, après avoir reçu neuf coups de poignards assénés par un groupe d'insurgés venant de Koufa, Bassora et d'Égypte et qui venaient contester la manière qu'il avait de gérer les finances de l'empire musulman.

### `Ali ibn Abi Talib
Après l'assassinat d'Othmân, Médine est en pleine crise politique pendant un certain nombre de jours. Beaucoup de compagnons proches d'Ali lui conseillent de remplir le rôle de calife.
Après sa nomination comme calife, `Ali renvoie plusieurs gouverneurs de province, dont certains étaient des proches d'Othmân, et les remplace par des aides de confiance comme Malik al-Achtar. Il déplace ensuite sa capitale à Koufa, ville musulmane de garnison et qui est aujourd'hui en Irak. Damas, capitale de la province de Syrie, est gouvernée par Mu`âwiya, lui-même parent d'Othmân.
Son califat coïncide avec une guerre civile qui éclate entre musulmans de 656 à 661. Elle commence avec l'assassinat du troisième calife `Othmân, se propage durant le califat d'Ali et ne s’achève que lors de l'ascension au pouvoir de Mu`âwiya. Cette guerre civile, souvent appelée « première Fitna », met fin à l'unité de la Oumma, la nation islamique. Cette guerre civile crée des divisions permanentes au sein de la communauté musulmane et les musulmans se querellent sur la légitimité de la personne qui occupe le poste de calife.
Ali est aussi connu pour ses nombreux sermons et discours, dont beaucoup ont été compilés dans un livre intitulé Nahj al-Balaghah (Le Sommet de l'éloquence).
Selon la tradition musulmane, trois musulmans qui ont été appelés plus tard Kharijites tentent d'assassiner `Ali, Mu'âwiya et `Amr qu'ils considèrent comme les principaux responsables de la Fitna. Toutefois, seul l'assassinat d'Ali réussit. `Ali meurt le 21 du mois de ramadan dans la ville de Koufa (Irak) en 661.

### Fin des «califes bien guidés»
Hasan ibn Ali est nommé calife en 661 après la mort de son père, `Ali. Il est également considéré comme un souverain juste par l'ensemble des musulmans sunnites mais, à l'époque, seule la moitié de l'empire islamique reconnaît sa souveraineté et son pouvoir est contesté et finalement retiré par le gouverneur de la Syrie, Muawiya Ier (Muâwiya ibn Abi Soufyan).

## Critique historique
Les années suivant la mort de Mahomet voient des évolutions importantes au Proche-Orient comme la mise en place d’un corpus textuel, d’une religion et d’un système politique nouveau, le califat, son expansion territoriale et celle de l'aire arabophone. L’étude de cette période reste complexe pour des raisons méthodologiques et relatives aux sources. Par exemple, la plupart des sources musulmanes mentionnant cette période remontent au IXe siècle et proviennent de personnes extérieures à la péninsule arabique. Tandis que les sources non-musulmanes et plus anciennes connaissent un intérêt nouveau. Un débat méthodologique existe sur leur réception et questionne le récit traditionnel.

### Un récit construita posteriori
« Ce passé primordial arabo-musulman se donne, en effet, à lire comme un récit composé a posteriori et visant à légitimer un pouvoir musulman confronté à ses propres divisions et à la splendeur des empires passés ». Ce récit historique est construit à partir du IXe siècle et jusqu'au Xe siècle. Les récits des conquêtes ainsi étudiés, que l'on appelle les futūḥ, trahissent parfois des buts politiques propres à leur époque. C'est par exemple le cas des écrits laissés par Al-Balâdhurî (Livre des conquêtes des pays et Livre de la généalogie des nobles) dans lesquels son auteur se concentre sur les questions fiscales des conquêtes califales. Certains de ces textes mentionnent des figures et des évènements pourtant historiques (du IIe siècle de l’Hégire) qu’il est parfois difficile à mettre au jour.
D'après les traditions musulmanes, la période antérieure au califat Omeyyade voit la succession de plusieurs califes surnommés « bien guidés ». Ce récit se lit comme un édifice narratif et pour el-Hibry comme une parabole. Humphrey, cité par Antoine Borrut explique que les récits au sujet de cette période sont construits selon un principe de pacte-trahison-rédemption. Ce sont les abbassides, au IXe siècle, qui vont qualifier ces premiers califats de rashidun (en arabe, ce terme signifie : « bien guidé ») et ce récit se fonde sur la nostalgie d'une unité du monde musulman qu'ils perçoivent comme un âge d’or. C'est sur cette même période que les premières vulgates sont écrites comme des récits fondateurs.

### Éléments historiques
Il devient dès lors difficile de déterminer l’histoire des premières conquêtes musulmanes en ne s'appuyant que sur ces sources. Par exemple, il devient difficile de dater avec exactitude la prise de Jérusalem (636 ou 638) et les premières conquêtes, donc de savoir si elles se sont déroulés du vivant de Mahomet, les sources étant divergentes à ce sujet. Le problème est rendu plus complexe par leur indétectabilité. Ainsi, les recherches historiques montre la mise en place d'un État « qui se définit progressivement comme musulman ».
Les recherches permettent d’attester tout de même qu’un fond historique existe. Omar ibn al-Khattâb et Othmân ibn Affân sont cités dans des graffiti. Ainsi, un graffiti sur la pierre écrit par un inconnu du nom de Zuhayr et daté de l'an 24 de l'hégire (644-645) a été découvert à l’est d’al-ʿUlâ en Arabie, il indique la date de la mort d'Umar : "C’est moi, Zuhayr ! J’ai écrit à l’époque de la mort de ʿUmar, en l’année 24." Il est à remarquer que celui-ci ne possède aucune référence religieuse, qu'Umar ne porte ni le titre de khalîfa (calife), ni celui d’amîr al-mu’minîn (Commandeur des croyants) que la tradition lui attribue et n'est associé à aucune formule eulogique. Sur les monnaies, en effet, le titre de commandeur des croyants semble avoir été introduit par le calife Muʿāwiya et la première attestation du titre de calife remonte quant à elle au règne d'Abd al-Malik.
Par ailleurs, selon les dynasties et/ou les traditions religieuses, le titre de calife « bien guidé » et l'importance de cette charge semblent varier. En effet, durant la période des omeyyades, les premières listes califales provenant de textes syriaques confirment une supériorité de la figure politique, le calife en place, par rapport aux figures religieuses, comme Ali ibn Abi Talib (cousin de Mahommet), contrairement à ce que laisse entendre la tradition, sauf à considérer que cela s'inscrive déjà dans un processus de critique d'Ali. Les alides semblaient quant à eux conférer moins d'importance aux califes[page à préciser], alors dépositaires du pouvoir politique. Chez les ibadistes, seuls Abou Bakr et Omar ibn al-Khattab sont considérés comme califes « bien guidé ». Enfin, pendant la période ottomane, Soliman le Magnifique (1494-1566) et Abdülhamid Ier (1725-1789) sont considérés comme des califes « bien guidé ». Cette catégorie de calife semblant être devenue un titre symbolique analogue à d'autres religions du Moyen-Orient[réf. nécessaire].

## Une période de troubles
Au cours de la période des Rashidun, le califat musulman est devenu le plus puissant État du Moyen-Orient. C'est à partir du règne du deuxième calife, `Omar ibn al-Khattab, que l'Empire des Perses sassanides ainsi que l'Empire byzantin sont conquis (partiellement pour le second). Il est aussi caractérisé par une période de grands troubles. On désigne par Grande discorde ou Première Fitna, les évènements et la guerre civile entre musulmans à l’origine de la séparation entre sunnites, chiites et kharidjites.
La période de mise en place du Coran est, d'après des sources musulmanes, une période de grandes violences et de guerres civiles. Selon Amir-Moezzi, les sources religieuses sunnites ont eu tendance à cacher et atténuer cette violence afin de légitimer l'arrivée au pouvoir d'Abu Bakr. Dans le chiisme, les sources présentent Ali comme le successeur légitimement désigné par Mahomet selon un schéma classique de successions des prophètes bibliques. Pour Madelung, l'étude des textes sunnites permettraient à eux seuls de prouver le coup d'état illégitime d'Abu Bakr au détriment d'Ali. Le monde musulman sera rythmé, du premier jusqu’aux abbassides, de guerres civiles, de répressions violentes, de massacres.

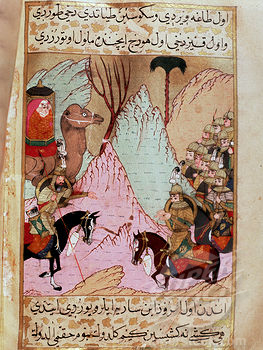
Bataille du Chameau, première grande guerre civile entre musulmans à la suite de l'assassinat du calife Othmân ibn Affân. Cette guerre intestine est également appelée la Première Fitna.

Pour Amir-Moezzi, une étude historique ne se basant que sur les écrits sunnites ne correspond pas aux critères d'une recherche scientifique. Bien que teintées d'idéologie (comme les premiers écrits sunnites), les sources chiites concordent davantage avec la recherche historico-critique. Pour Amir Moezzi, le point de vue des vaincus converge avec les données historiques connues et transparaît dans certains écrits sunnites « malgré la censure ». À suivre ces données, « afin de justifier ces exactions, le pouvoir califal […] altéra tout d'abord le texte coranique et forgea tout un corpus de traditions faussement attribuées au Prophète […] ».

## La mise en place d'une nouvelle religion

### Mise en place de la doctrine
Contrairement à l'historiographie traditionnelle, les études scientifiques menées sur la naissance de l'islam défendent une mise en place longue de celle-ci. Ainsi, dans L'Islam en débats, Françoise Micheau précise qu'« Il faut attendre la fin du VIIe siècle pour trouver le nom de Muhammed ». Bien que critiquées dans ses conclusions, les données de cette thèse ont été réétudiées par Frédéric Imbert pour qui cette apparition tardive témoigne davantage d'une évolution dans l'expression de la foi.
Si la prédication d'une nouvelle doctrine se développe du vivant de Mahomet, William Montgomery Watt écrit « on estime en général que le dogme ne s’est développé qu’à partir du califat de ʿAlī », quatrième calife dans la seconde moitié du VIIe siècle. Cette canonisation serait liée à la séparation de l'islam en différents courants. En effet, au VIIe siècle, naissent les trois courants : sunnisme, chiisme et kharidjisme Ces oppositions et divisions ont entraîné « une grande diversité de doctrine » à laquelle les courants ont répondu dans l'énonciation du dogme et par le développement de la réflexion théologique. Cette réflexion permit de répondre aux questions, contradictions et problèmes posés par le texte coranique et permit de « définir l'orthodoxie sunnite » Pour Sabrina Mervin, « l'adoption de l'ach'arisme [Xe – XIe siècles] acheva la construction de l'orthodoxie sunnite ».
La question de la naissance du dogme a fait l'objet de nombreuses recherches dès le début du XXe siècle. Ainsi, Ignaz Goldziher considère dans son ouvrage Le Dogme et la Loi dans l'Islam que : « Ce n’est que dans les générations suivantes, […], que prennent corps, tant par des processus internes au sein de la communauté que sous les influences du milieu ambiant, les aspirations de ceux qui se sentent appelés à être les interprètes des prédications prophétiques, comblent les lacunes de la doctrine du Prophète, l'expliquent, — très souvent de façon inadéquate, — l'interprètent ».

### L'élaboration du Coran
Pour François Déroche, « Lorsque l'on analyse les points de vue traditionnels, on y distingue une volonté collective tenace, dont nous pouvons observer le cheminement de ‘Uthmān à al-Bukhārī, en faveur d'une simplification de la situation en ce qui concerne le Coran, ou pour être plus précis, en faveur d'un texte légitimement unique ». Amir-Moezzi rappelle que le récit de l'orthodoxie majoritaire d'associer des collectes à Abu Bakr et à Uthman est un moyen de présenter un écrit ayant peu de chance d'être altéré.
Toutes les traditions de compilation sous Abu Bakr et celle d'Othman remontent à Ibn Shihāb al-Zuhrī, comme cela a été démontré par Harald Motzki selon une méthodologie dite " Isnad-Cum-Matin Analysis " qui consiste à reconstituer les chaines de transmission des récits de la tradition, jusqu'au rapporteur principal qui se trouve être, le fameux Ibn Shihāb al-Zuhrī mais pour François Déroche, « il n'est pas totalement certain que le récit d'al-Zuhrī ne soit pas le résultat sinon d'une falsification totale, du moins d'une réécriture de l'histoire ». L'examen de fragments, pourtant censés être postérieurs à Othman, montre que l'écriture manque encore de précision. L'absence de diacritique sur toutes les lettres laisse « la porte ouverte aux divergences ».
« La nature de l'intervention du calife ‘Uthmān serait donc différente de celle que la tradition lui attribue ». Pour Déroche, si son implication dans la transmission du texte coranique ne semble pas remise en cause, son rôle semble davantage « dans la mise en place d'un modèle qui donne une identité visuelle », dans la formation et la sauvegarde d'une vulgate. « La « vulgate ‘uthmānienne » en revanche, soutenue par l'autorité califienne — par ‘Uthmān d'abord, puis par les Omeyyades et les Abbassides, contrôlée et éditée sur la durée, a débouché sur un texte stable dont les manuscrits coraniques contemporains du parisino-petropolitanus contiennent les éléments fondamentaux ».